# Isbrand van Diemerbroeck

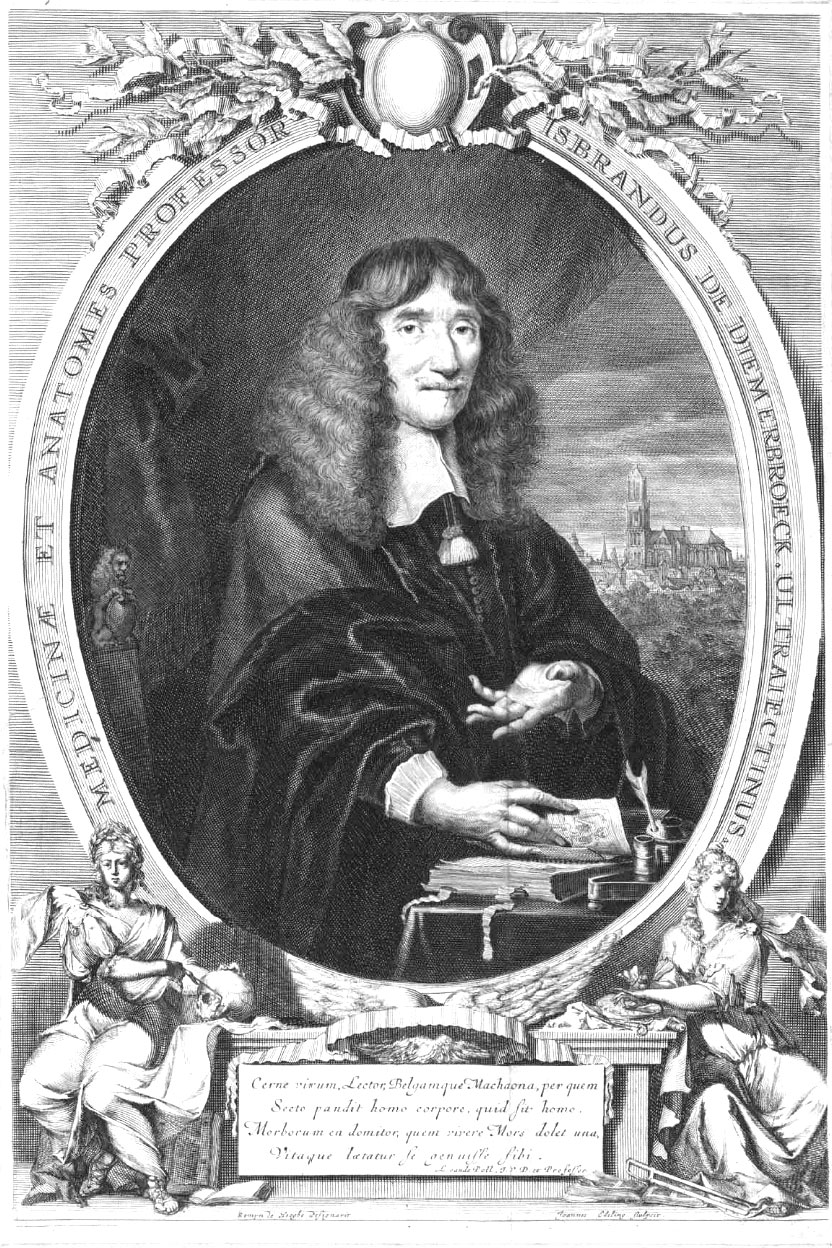
Isbrand van Diemerbroeck, ca. 1670, grabado por Jean Edelinck.

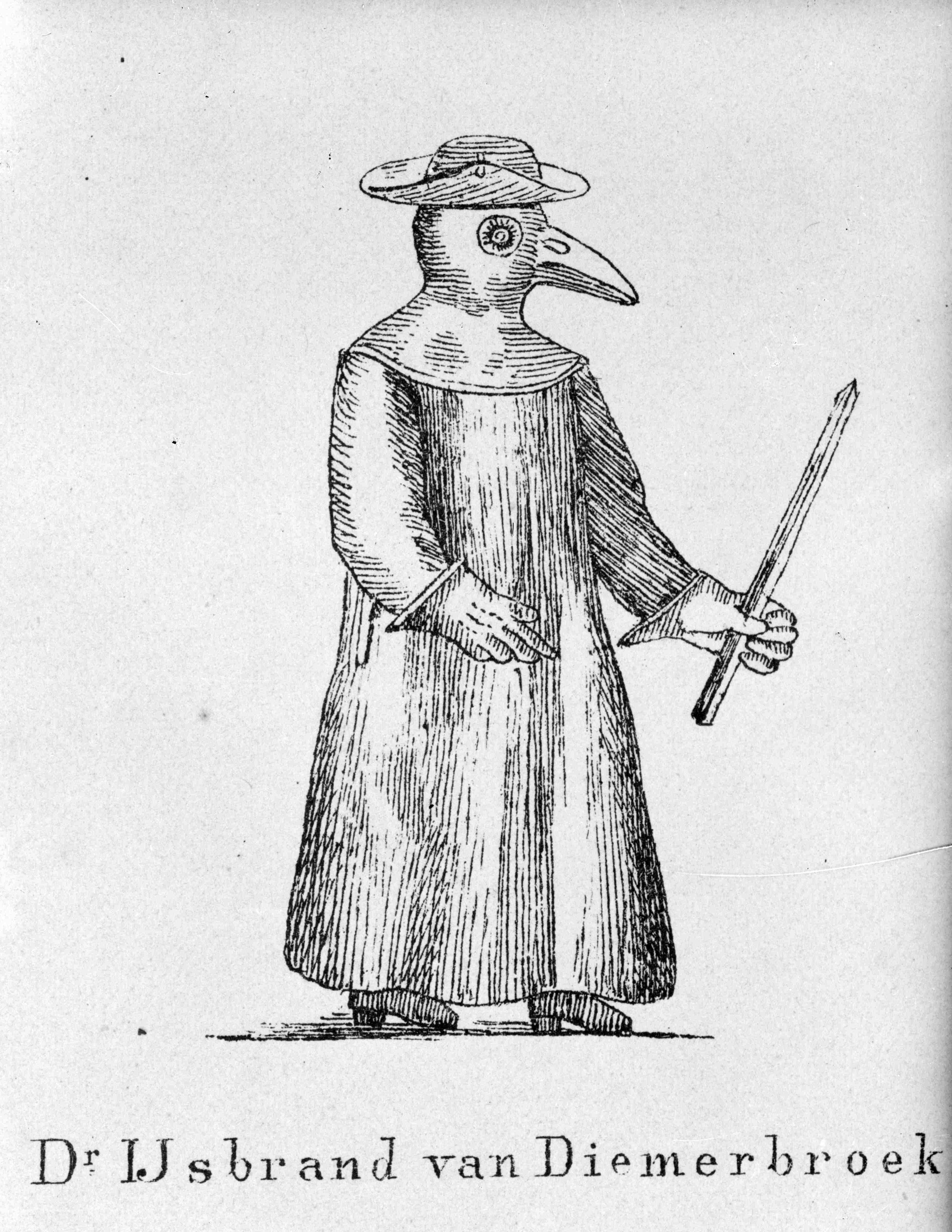
Jsbrand van Diemerbroeck como médico de la peste.

Isbrand van Diemerbroeck (también Ijsbrand o Ysbrand) (13 de diciembre de 1609 - 16 de noviembre de 1674) fue un médico, anatomista y profesor holandés.

## Biografía
Isbrand van Diemrbroeck nació en Montfoort en 1609.
Estudió primero en Utrecht y luego en Leiden con Daniel Heinsius y Otto Heurnius. Recibió su doctorado en medicina en la Universidad de Angers. Trabajó en Nimega en 1635 y 1636, durante la epidemia de peste negra. Escribió sobre sus experiencias en el tratamiento de la peste en su obra De Peste de 1646. Después, fue a Utrecht y se casó con Elisabeth van Gessel el 18 de octubre de 1642. En 1649 se convirtió en profesor de medicina y anatomía en la Universidad de Utrecht, donde Regnier de Graaf era alumno suyo. Fue dos veces rector de la Universidad de Utrecht. Murió en Utrecht.
Su hijo Timann van Diemerbroeck, también médico, recopiló las obras de su padre en la Ópera omnia de 1685.

## Obras
- De peste, 1646; reeditado en 1665 por Joan Blaeu (Tractatus de peste in quatuor libros distinctus, truculentissimi morbi historiam ratione et experientia confirmatam exhibens en Google Books), reeditado en 1687 y 1721; traducido al holandés en 1671, al inglés en 1722
- Oratio de reducenda ad medicinam chirurgia, 1649
- Disputationum practicarum pars prima et secunda de morbis capitis et thoracis, 1654
- Anatome corporis humani: plurimis novis inventis intructa, 1672, reeditado en 1679; publicado en Leiden, Lyon y Ginebra: la traducción en inglés, The Anatomy of Human Bodies de William Salmon apareció en 1689, reimpresa en 1694; Traducción francesa L 'anatomie du corps humain publicada en 1695 en Lyon
- Opera omnia anatomica et medica, 1685, reeditado en 1687